# Liste der Monuments historiques in Origne
Die Liste der Monuments historiques in Origne führt die Monuments historiques in der französischen Gemeinde Origne auf.

## Liste der Bauwerke
| Bezeichnung             | Beschreibung | Standort | Kennzeichnung | Schutzstatus | Datum | Bild |
| ----------------------- | ------------ | -------- | ------------- | ------------ | ----- | ---- |
| Kirche St-Jean-Baptiste |              | (Lage)   | PA00083653    | Inscrit      | 1987  |      |

## Liste der Objekte
| Bezeichnung | Beschreibung        | Standort                              | Kennzeichnung | Schutzstatus | Datum | Bild |
| ----------- | ------------------- | ------------------------------------- | ------------- | ------------ | ----- | ---- |
| Wandmalerei | 13./14. Jahrhundert | in der Kirche St-Jean-Baptiste (Lage) | PM33001277    | Inscrit      | 1975  |      |